# ۱۰ عقاب
۱۰ عقاب یک ستاره است که در صورت فلکی عقاب قرار دارد.